# Encephalartos marunguensis
Encephalartos marunguensis — вид голонасінних рослин класу саговникоподібні (Cycadopsida).
Етимологія: від гір Marungu, на південному сході Заїру, із закінченням лат. -ensis, яке позначає походження.

## Опис
Стовбур 0,4 м заввишки, 15 см діаметром. Листки довжиною 50–85 см, синьо-зелені, напівглянсові; хребет зелений, прямий з останньою третиною різко загнутою; черешок прямий, з 1–6 колючками. Листові фрагменти лінійні; середні — 10–12 см завдовжки, 12–13 мм завширшки. Пилкові шишки 1–3, вузько яйцеподібні, блакитно-зелені або зелені, довжиною 18–25 см, 5–7,5 см діаметром. Насіннєві шишки 1–3, яйцевиді, синьо-зелені або зелені, довжиною 20–30 см, 10–15 см діаметром. Насіння довгасте, завдовжки 20–30 мм, шириною 20–25 мм, саркотеста червона або жовта.

## Поширення, екологія
Країни поширення: Демократична Республіка Конго. Росте на висотах від 1400 до 1700 м. Цей вид росте в савані (міомбо рідколісся), а також в злегка дерев'янистих гірських лісах серед гранітних оголень.

## Загрози та охорона
Виду можуть загрожувати дуже часті пожежі. Браконьєрство в дикій природі колекціонерами це також загроза.